# Fehér elefánt

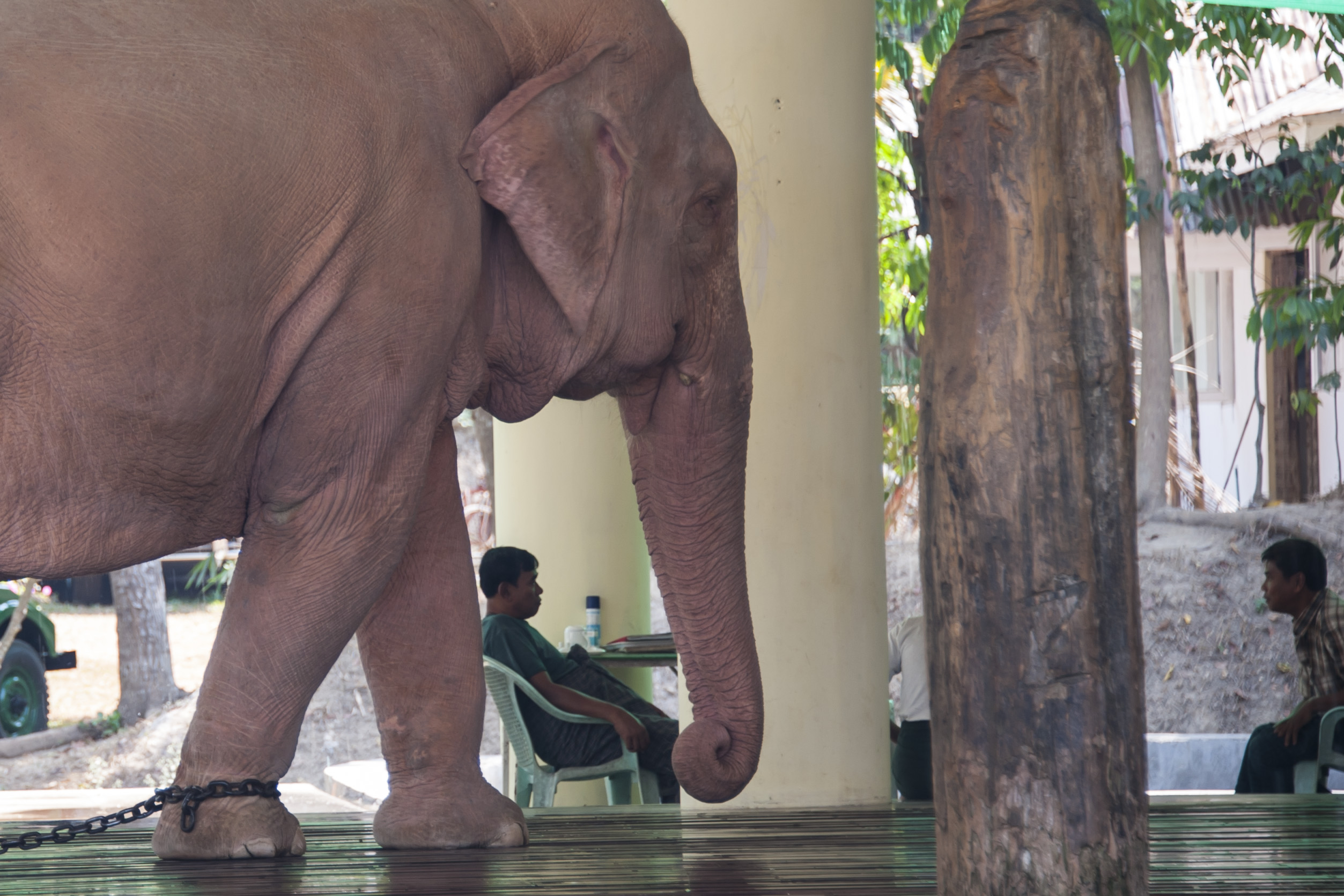
Fehér elefánt Rangunban, 2013-ban

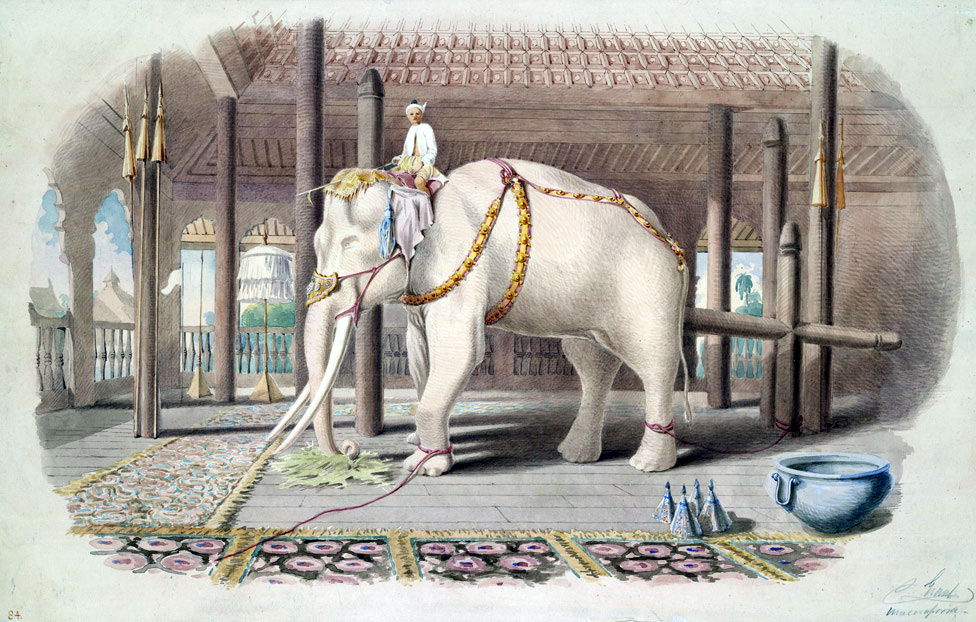
Fehér elefánt Amarapurában, Burma régi fővárosában 1855-ben

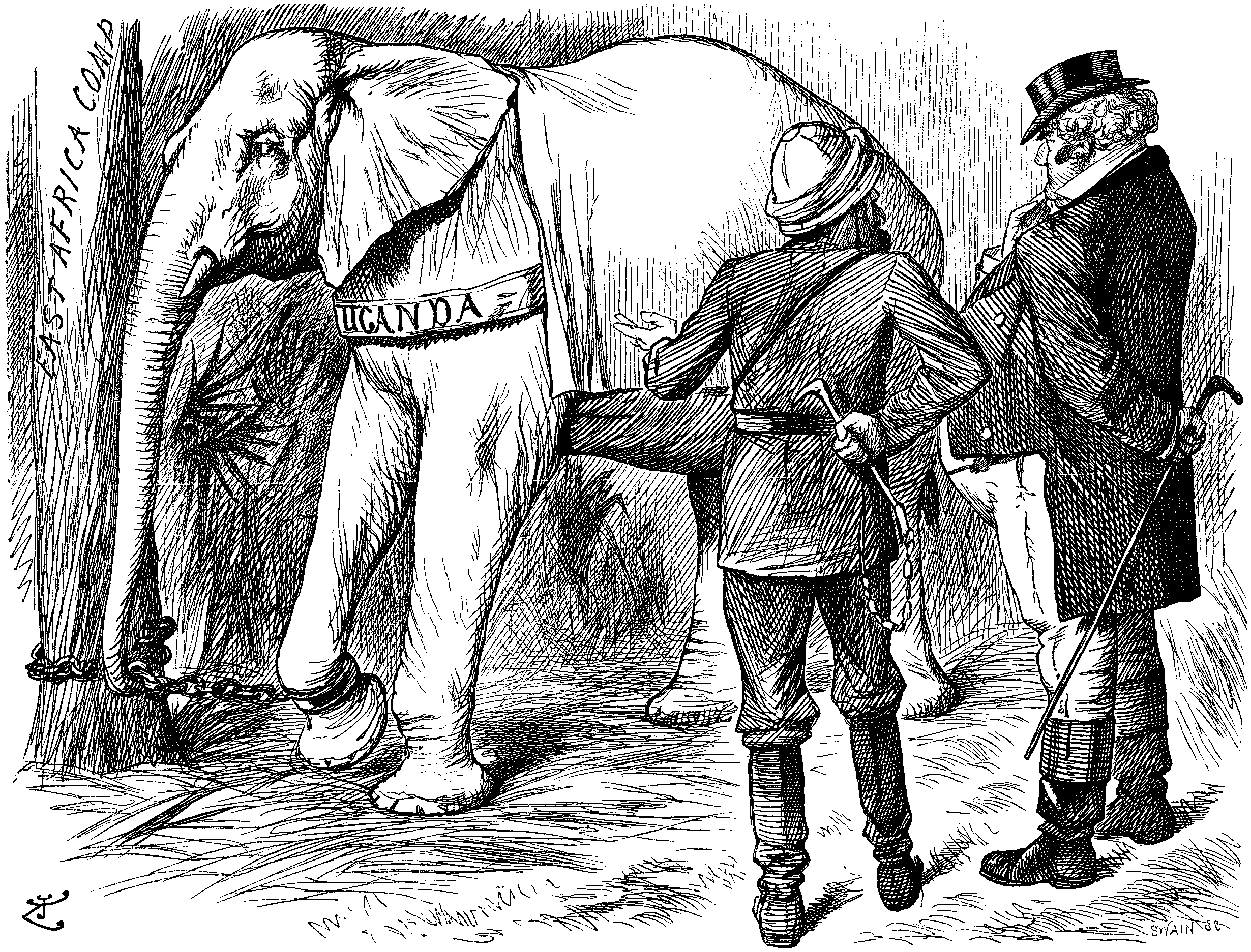
A Brit Kelet-Afrikai Társaság számára az ugandai gyarmat fehér elefánttá vált 1892-ben az ottani belső konfliktusok miatt. Korabeli karikatúra a Punch c. lapból

Fehér elefántnak nevezik a közgazdaságtanban azokat a nagy állami beruházásokat, amelyek össztársadalmi nettó haszna negatív, azaz többe kerülnek az országnak, mint amennyi hasznot hajtanak. Szélesebb értelemben minden olyan tulajdonra illik a fehér elefánt kifejezés, aminek a fenntartása több költséggel jár, mint amekkora a haszna, értéke, és amitől  nehéz megszabadulni.

## Háttér
Az ázsiai elefántok között előforduló különleges, ritka színváltozatú állatok már a hindu és a buddhista kozmológiában is szerepeltek. Nagy becsben álltak a történelem során és állnak mind a mai napig a délkelet-ázsiai uralkodók szemében is, különösen Burmában, Thaiföldön, Laoszban és Kambodzsában. Színük nem fehér volt, hanem inkább világos rózsaszín-szerű, a fehér szót inkább a tisztaság értelmében használták. Birtoklásuk annak a szimbóluma volt, hogy a monarchia erős, és igazságosan kormányozzák.

## A kifejezés eredete
A kifejezés közvetlenül abból a történetből ered, miszerint Sziám (a mai Thaiföld) egy régi királya fehér elefántot adományozott megunt udvaroncainak, hogy őket anyagilag tönkretegye a szent állat tartásával járó magas költségek miatt.

## A modern szóhasználat
A fehér elefánt kifejezést nyugati értelmében a 19. század közepétől kezdték alkalmazni, elsősorban az angol nyelvterületen, az elméletileg értékes, ám a gyakorlatban felesleges terhet jelentő tárgyakra, birtokdarabokra. Ma is széles körben elterjedt, modern értelmezésben leginkább a korrupció-gyanús nagy állami beruházásokra alkalmazzák, amelyek közösségi haszna kétséges vagy biztosan negatív, viszont a projektben résztvevők számára nagy hasznot biztosít. A sok példa között gyakran szerepelnek nagy infrastrukturális építkezések, új fegyverrendszerek, amelyek már a tervezőasztalon elavultak, de túlzott méretű templomok vagy stadionok építése, valamint az olimpiák rendezése is.

### Magyar példák
A rendszerváltás utáni Magyarországon, a piacgazdaság körülményei között az egymást váltó kormányzatok nagy projektjeire az aktuális ellenzék gyakran megfogalmazott olyan vádakat, amelyek gyakorlatilag „fehér elefántnak” minősítették ezeket a beruházásokat. Ilyenek voltak a közelmúltban a nagy sztrádaberuházások egyes szakaszai, a feleslegesnek tartott völgyhidak és alagutak, a négyes metró Budapesten. 2010 után az új kormány beruházásai közül különösen a stadionokat, Paks-2 beruházását és a budapesti olimpia tervét támadják ilyen érvekkel egyes ellenzéki pártok, csoportok. Ezekkel a beruházásokkal kapcsolatban rendre azok a vádak merülnek fel, hogy a felesleges és túlárazott építkezésekkel a kormány-közeli vállalkozók nagy haszonhoz jutnak, amit aztán megosztanak a hatalmon lévőkkel.

### A fehér elefántok haszna
A közgazdászokat régen foglalkoztatja az a kérdés, hogy miért indulnak ilyen felesleges beruházások. Hiszen lehetne ugyanezt a pénzt valóban szükséges fejlesztésekre is költeni, és az ilyen beruházások esetében is lehetséges, megfelelő körülmények között, a haszon egy részének a hatalomközeli körökhöz történő csatornázása. Egy tekintélyes folyóiratban megjelent tanulmány szerint a felesleges beruházásokkal az azokban részt vevő üzleti köröket, valamint a lakosság egy kedvezően érintett részét is érdekeltté lehet tenni az adott kormány hatalmon tartásában, hiszen kormányváltás esetén a projektet bizonyára leállítanák. (James Robinson, Ragnar Torvik: White Elephants; Journal of Public Ecenomics, 89. 2005.)

## Fordítás
- Ez a szócikk részben vagy egészben a White elephant című angol Wikipédia-szócikk ezen változatának fordításán alapul.  Az eredeti cikk szerkesztőit annak laptörténete sorolja fel. Ez a jelzés csupán a megfogalmazás eredetét és a szerzői jogokat jelzi, nem szolgál a cikkben szereplő információk forrásmegjelöléseként.